# Прослиці
Прослиці (пол. Proślice, нім. Proschlitz) — село в Польщі, у гміні Бичина Ключборського повіту Опольського воєводства.
Населення — 388 осіб (2011).

## Демографія
Демографічна структура станом на 31 березня 2011 року:
|          | Загалом | Допрацездатний вік | Працездатний вік | Постпрацездатний вік |
| -------- | ------- | ------------------ | ---------------- | -------------------- |
| Чоловіки | 195     | 33                 | 141              | 21                   |
| Жінки    | 193     | 30                 | 125              | 38                   |
| Разом    | 388     | 63                 | 266              | 59                   |